# Pseudoboa coronata
Pseudoboa coronata là một loài rắn trong họ Rắn nước. Loài này được Schneider mô tả khoa học đầu tiên năm 1801.